# Saburô Ôishi
Saburô Ôishi (décédé en 1949) est un paléobotaniste japonais.

## Publications
- (en) S. Ôishi, The Rhaetie Plants from the Nariwa District, Okayama Pref., Japan, Journ. Fac, Sci., Hokkaido Imp. Univ., Série IV, vol. II, no 3-4, 1932.
- (en) S. Ôishi et Yamasita, On the Fossil Dipteridaceae, Journ. Fac. Sci., Hokkaido Imp. Univ., Série IV, Vol. III, no 2, 1936.
- (en) S. Ôishi, The Mesozoic floras of Japan, J. Fac. Sci, Hokkaido Imp. Univ., 4 (5), 1940, p. 123-480 (pdf).